# Calathea praecox
Calathea praecox är en strimbladsväxtart som beskrevs av Spencer Le Marchant Moore. Calathea praecox ingår i släktet Calathea och familjen strimbladsväxter. Inga underarter finns listade.